# 洛阳兵变
後梁洛阳兵变是发生在中国五代十国时期后梁的一场兵变。后梁在晋军压境之际，同室操戈，逐使国力日衰，不久便为后唐取代。
乾化二年（公元912年），后梁太祖朱温病重，欲立养子朱友文即位，其子朱友珪得知后，杀死朱温，秘不发丧，矫诏监国，令弟弟、朱温嫡子均王朱友贞杀朱友文。后朱友珪赶赴洛阳称帝，群臣不服，均王朱友贞见状趁势起兵，与表兄袁象先、姐夫赵岩、掌握重兵的杨师厚等合谋击禁军。乾化三年（公元913年）二月，袁象先率军突入宫中。朱友珪见大势已去，与妻子张氏一起自杀。朱友贞在开封闻讯，就地即皇帝位，是为梁末帝 。